# Norrsjön (Gunnilbo socken, Västmanland)
Norrsjön är en sjö i Skinnskattebergs kommun i Västmanland och ingår i Norrströms huvudavrinningsområde. Sjön är 3,9 meter djup, har en yta på 0,423 kvadratkilometer och befinner sig 78 meter över havet. Sjön avvattnas av vattendraget Gisslarboån.

## Delavrinningsområde
Norrsjön ingår i det delavrinningsområde (662963-150359) som SMHI kallar för Utloppet av Norrsjön. Medelhöjden är 99 meter över havet och ytan är 5,15 kvadratkilometer. Räknas de 14 avrinningsområdena uppströms in blir den ackumulerade arean 202,21 kvadratkilometer. Gisslarboån som avvattnar avrinningsområdet har biflödesordning 4, vilket innebär att vattnet flödar genom totalt 4 vattendrag innan det når havet efter 188 kilometer. Avrinningsområdet består mestadels av skog (65 procent). Avrinningsområdet har 0,42 kvadratkilometer vattenytor vilket ger det en sjöprocent på 8,1 procent.